# Aille (Argens)
Die Aille ist ein Fluss in Frankreich, der im Département Var in der Region Provence-Alpes-Côte d’Azur verläuft. Sie entspringt im Gemeindegebiet von Gonfaron, entwässert generell in nordöstlicher Richtung und mündet nach 29 Kilometern im Gemeindegebiet von Les Arcs als rechter Nebenfluss in den Argens.

## Orte am Fluss
- Gonfaron
- Vidauban